# شنايدر سي ايه 1
شنايدر سي ايه 1 (بالإنجليزية: Schneider CA1)‏هي أول دبابة فرنسية.